# Benjamin Franklin Butler (politiker)
 For alternative betydninger, se Benjamin Franklin Butler. (Se også artikler, som begynder med Benjamin Franklin Butler)
Benjamin Franklin Butler (5. november 1818 – 11. januar 1893) var en amerikansk advokat og politiker, som repræsenterede Massachusetts i Repræsentanternes Hus og senere var guvernør i Massachusetts. Under den amerikanske borgerkrig førte hans administration af den besatte by New Orleans, hans politikker om slaver som kontrabande, hans ineffektive militære ledelse af Bermuda Hundred kampagnen og fiaskoen i Første slag ved Fort Fisher til at han blev en af de mest kontroversielle "politiske generaler" under krigen.
Blandt hvide i sydstaterne blev spottet i mange år, og han fik øgenavnet "Beast Butler".

## Tidlige år
Butler blev født i Deerfield, New Hampshire, søn af kaptajn John Butler, som gjorde tjeneste under Andrew Jackson i den Britisk-amerikanske krig (1812) i Slaget ved New Orleans. Han blev opkaldt efter Benjamin Franklin. Efter faderens død drev hans mor, Charlotte (Ellison) Butler, et pensionat i Lowell, Massachusetts. Han gik på Waterville College i Maine og fik eksamen i 1838. Han blev optaget i advokatsamfundet i Massachusetts i 1840, begyndte at praktisere i Lowell, og udmærkede sig snart som advokat, især i kriminalsager. Han giftede sig med Sarah Hildreth, en skuespillerinde, og datter af Dr. Israel Hildreth fra Lowell, i 1842. Deres datter, Blanche, giftede sig siden med Adelbert Ames, en senator fra Mississippi som havde gjort tjeneste i Unionshæren under Borgerkrigen.
Butler gik ind i politik som en Demokrat. Han vakte først general opmærksomhed for sin intensive kampagne i Lowell for vedtagelse af en lov som begrænsede arbejdstiden til 10 timer om dagen. Han blev medlem af Massachusetts' Repræsentanternes Hus i 1853, og af statens senat i 1859. Han var delegeret ved Det demokratiske partis national konventer fra 1848 til 1860. Ved konventet i 1860 i Charleston, gik han ind for nominering af Jefferson Davis (og stemte for ham i de første 57 afstemninger) og gik imod Stephen A. Douglas, og i den efterfølgende kampagne støttede han John C. Breckinridge.
Hans militære karriere inden borgerkrigen begyndte han som tredje løjtnant i Massachusetts Milits i 1839. Han blev forfremmet til brigadegeneral i militsen i 1855. Denne rang var snævert forbundet med hans politiske stilling, og Butler opnåede kun minimal praktisk militær erfaring som forberedelse på den kommande konflikt.

## Borgerkrig
Guvernør John A. Andrew sendte Butler af sted med en troppestyrke fra Massachusetts for at genåbne forbindelsen mellem Unionsstaterne og Washington, D.C. En af hovedjernbanerne fra det nordøstlige USA passerede igennem Baltimore og lige efter krigens udbrud stod det ikke klart om Maryland ville forblive i Unionen. Butler ankom med sit 8th Massachusetts Infantry Regiment med samper til Annapolis den 20. april 1861. Han anvendte sine gode forhanslingsevner overfor Marylands guvernør og den 22. april var hans regiment sat i land og sat i gang med at reparere ødelagte jernbanespor omkring Baltimore. Samtidig ankom det 7th New York Infantry og Butler overtog kommandoen over hele styrken. Hans militære karriere ville være kendetegnet af hans ivrighed efter at overtage ledelsen, når der ikke forelå officielle instruktioner. Mens Butler forblev i Annapolis var New Yorkerne de første tropper, som marcherede ind i Washington DC efter præsident Abraham Lincolns indledende appel om frivillige. Den 13. maj besatte Butlers resterende styrke Baltimore uden modstand. Lincoln udnævnte ham som en af de første generalmajorer i den frivillige hær, med rang fra 16. maj 1861. (Samme dag blev John Adams Dix og Nathaniel P. Banks udpeget. Begge optrådte på forfremmelseslisten inden Butler, hvilket betød at han var den tredje højest rangerende generalmajor i den frivillige hær.)
Med kommando over Fort Monroe i Virginia, afviste Butler at sende undvegne slaver tilbage til deres ejere, når først de var nået bag hans linjer, med den begrundelse at der var tale om krigskontrabande, og gav dermed grundlag for at gøre disse slaver forholdsvis frie, trods Loven om bortrømte slaver fra 1850. Kongressen vedtog senere, at militære kommandanter skulle nægte at sende slaver tilbage til deres tidligere ejere. Når det drejede sig om taktiske operationer, havde Butler næsten aldrig succes, og hans første indsats i Slaget ved Big Bethel i Virginia, var et ydmygende nederlag for Unionshæren.
Senere i 1861 havde Butler kommandoen over en ekspeditionsstyrke, som i samarbejde med flåden tog Fort Hatteras og Fort Clark i North Carolina. I maj 1862 havde han kommandoen over styrken som besatte New Orleans efter at den var erobret af flåden. I administrationen af byen viste han stor fasthed og strenghed. New Orleans var usædvanlig sund og ordentlig under Butlers styre. Mange af hans regler gav anledning til stor fornærmelse, såsom hans konfiskering af $ 800.000, som var blevet indbetalt på den hollandske konsuls kontor og hans fængsling af den franske Champagnemagnat Charles Heidsieck. Mest opstandelse kom der over Butler's General Order No. 28 af 15. maj, som blev udstedt efter en del provokationer, om at hvis en kvinde fornærmede eller viste foragt for nogen officer eller soldat i De Forenede Staters hær ville hun blive betragtet som, og behandlet som "en af byens kvinder, der driver sin forretning", dvs. som en prostitueret. Denne ordre fremprovokerede protester både i Nordstaterne og Sydstaterne samt i udlandet i England og Frankrig, og det var uden tvivl årsagen til at han blev fjernet fra kommandoen over Militærområdet ved Golfen den 17. december 1862. Han fik øgenavnene "Beast Butler" og "Spoons" for sin påståede vane med at fjerne sølvtøjet fra de huse i Syden som han boede i.
Den 7. juni havde han ladet en William B. Mumford henrette, efter at denne havde revet et revet Unionsflaget, som var hejst af Admiral Farragut over De Forenede Staters møntsmedje i New Orleans. For denne henrettelse blev han i december 1862 fordømt af præsident Jefferson Davis i General Order 111 som en forbryder der fortjente dødsstraf og som, hvis han blev taget til fange, skulle tilbageholdes og henrettes.
I november 1863 fik Butler kommandoen over militærområdet Virginia og North Carolina, og i maj 1864 fik styrkerne under hans ledelse betegnelsen Army of the James. Han fik ordre til at angribe i retning af Petersburg fra øst, ødelægge jernbaneforbindelsernem, som forsynede Richmond og distrahere Robert E. Lee, i sammenhæng med angreb fra nord ved Ulysses S. Grant. Grant kunne ikke bruge Butlers militære færdigheder til ret meget, men Butlers stærke politiske forbindelser gjorde at han besad poster, som lå ud over hans evner. I stedet for straks at slå til ved Petersburg, som han havde fået ordre om, gik Butlers offensiv i stå øst for Richmond i et område, der blev kaldt Bermuda Hundred, hvor han blev holdt fast af en langt mindre styrke under den konfødererede General P.G.T. Beauregard, og han var ude af stand til at nå blot et enkelt af sine mål. Det var dog hans mislykkede ledelse af ekspeditionen mod Fort Fisher i North Carolina, som endelig førte til at han blev frataget kommandoen af Grant i december 1864. Han trådte ud af den frivillige hær den 30. november 1865.

## Efterfølgende politisk karriere
Butler var medlem af Repræsentanternes Hus for Republikanerne fra 1867 til 1875 og igen fra 1877 til 1879. Trods det at han før krigen havde været Demokrat, fremtrådte han i Kongressen som en radikal Republikaner i forbindelse med Genforeningsperiodens lovgivning, og lavede i 1871 udkastet til den såkaldte Ku Klux Klan lov, som skulle beskytte de sorte i sydstaterne mod overgreb. Sammen med den republikanske senator Charles Sumner foreslog han Borgerrettighedsloven i 1875, en grundlæggende og langtrækkende lov, som forbød racediskrimination i offentlige forhold. Loven blev erklæret i strid med forfatningen, og raceminoriteter i USA måtte vente næsten 100 år, inden Borgerrettighedsloven i 1964 genoplivede og udvidede de rammer, som Butler havde understøttet.
Butler var en af de ledere, som blev udvalgt af Repræsentanternes Hus til at gennemføre rigsretssagen mod præsident Andrew Johnson. Han åbnede sagen og var en prominent deltager.
Han udøvede en betydelig indflydelse på Præsident Grant og blev set som hans talsmand i Repræsentanternes Hus. Han var en af de fremmeste advokater for indløse statens obligationer med pengesedler. I sin tid i Repræsentanternes Hus sad han som formand for Lovrevisionsudvalget i den 42. Kongres og i Retsudvalget i den 43. Kongres.
I 1872 var Butler blandt en række højt profilerede investorer, som blev snydt af Philip Arnold i en berømt svindel om diamanter og andre ædelstene.
Butler opstillede, uden at blive valgt, ved guvernørvalget i Massachusetts som uafhængig i 1878 og igen i 1879 da han opstillede som Demokrat, men i 1882 blev han valgt af Demokraterne. Fra 1883 til 1884 var han guvernør i Massachusetts. Som præsidentkandidat for "Greenback" og antimonopol partierne samlede han 175.370 stemmer ved præsidentvalget i 1884. Han havde været inderligt imod Demokraternes opstilling af Grover Cleveland og forsøgte at besejre ham ved at give sine egne stemmer i Massachusetts og New York til Republikaneren James G. Blaine.
Butlers indkomst som advokat blev vurderet til $100.000 om året kort før hans død. Han var en dygtig med uberegnelig adminstrator og en glimrende advokat. Som politiker gav han anledning til bitter modstand, og blev anklaget, tilsyneladende korrekt, for korruption og bestikkelighed ved at se igennem fingre med og dele overskuddet ved illegal handel med de konfødererede, som blev udført af hans bror i New Orleans og hans svoger i Virginia og North Carolina mens Butler havde kommandoen der.
Butler døde mens han var i retten i Washington, D.C.. Han ligger begravet på sin kones familiegravsted i Hildreth Cemetery, Lowell, Massachusetts. Hans efterkommere omfatter den berømte videnskabsmand Adelbert Ames, Jr., kvindesagsforkæmperen og kunstneren Blanche Ames Ames, Butler Ames og George Plimpton.